# Sthenolepis izuensis
Sthenolepis izuensis är en ringmaskart som först beskrevs av Takahashi 1938.  Sthenolepis izuensis ingår i släktet Sthenolepis och familjen Sigalionidae. Utöver nominatformen finns också underarten S. i. hwanghaiensis.